# Olga Alexandrowna Rossejewa
Olga Alexandrowna Rossejewa (russisch Ольга Александровна Россеева, engl. Transkription Olga Alexandrovna Rosseyeva; * 1. August 1981) ist eine russische Langstreckenläuferin, die sich auf den Marathon spezialisiert hat.
Sie begann ihre Karriere als Mittelstreckenläuferin und wurde 2001 Sechste über 1500 m bei der Universiade in Peking. Im selben Jahr wurde sie nationale Meisterin über 5000 m.
2008 wechselte sie auf die 42,195-km-Distanz und wurde Achte beim Hamburg-Marathon. Im Jahr darauf siegte sie beim Zürich-Marathon und wurde Sechste beim Ljubljana-Marathon. 2010 verteidigte sie ihren Titel in Zürich.

## Persönliche Bestzeiten
- 1500 m: 4:03,87 min, 27. Juli 2001, Moskau
- 3000 m: 8:55,51 min, 20. August 2001, Linz
- 5000 m: 15:35,83 min, 15. Juli 2001, Tula
- 10-km-Straßenlauf: 32:59 min, 29. April 2007, Schukowski
- Marathon: 2:32:10 h, 27. April 2008, Hamburg